# Passion (álbum de Anaal Nathrakh)
Passion es el sexto álbum de estudio de la banda británica de Metal extremo Anaal Nathrakh. Fue lanzado el 17 de mayo de 2011 por Candlelight Records. El álbum cuenta con la participación de Drugzilla, Rainer Landfermann, Ventnor y Alan Dubin.

## Lista de canciones
Todas las letras escritas por Dave Hunt except where noted, toda la música compuesta por Mick Kenney. 
| N.º | Título                                      | Duración |  |
| 1.  | «Volenti Non Fit Iniuria»                   | 4:57     |  |
| 2.  | «Drug-Fucking Abomination»                  | 7:25     |  |
| 3.  | «Post-Traumatic Stress Euphoria»            | 1:41     |  |
| 4.  | «Le diabolique est l'ami du simplement mal» | 3:41     |  |
| 5.  | «Locus of Damnation»                        | 1:00     |  |
| 6.  | «Tod Huetet Uebel»                          | 4:15     |  |
| 7.  | «Paragon Pariah»                            | 3:46     |  |
| 8.  | «Who Thinks of the Executioner?»            | 3:57     |  |
| 9.  | «Ashes Screaming Silence»                   | 3:56     |  |
| 10. | «Portrait of the Artist»                    | 1:18     |  |

## Créditos

### Anaal Nathrakh
- VI.T.R.I.O.L. – voz
- Irrumator – Instrumentación

### Músicos invitados
- Drugzilla – Samples en "Post Traumatic Stress Euphoria"
- Ranier Landfermann – voz adicional en "Tod Huetet Uebel"
- Barm "Ventnor" Frog – guitarra líder en "Paragon Pariah"
- Alan Dubin – voz adicional en "Ashes Screaming Silence"
- Mories "Gnaw Their Tongues" de Jong – sonidos y samples adicionales en "Portrait of the Artist"

### Producción
- Anaal Nathrakh – arreglos
- Mick Kenney – productor, masterizador, mezclador